# أوبرا: تراجع المرأة
أوبرا: تراجع المرأة (بالفرنسية: L’Opéra ou la Défaite des femmes) هو كتاب صدر عام 1979 بواسطة الفيلسوفة الفرنسية كاثرين كليمن. بحثت كليمن في هذا الكتاب الطريقة التي غالباً ما تميز المؤمرات الأوبرالية التقليدية بوفاة الشخصية النسائية – في كلماتها، «المشهد المتكرر اللامحدود لامرأة تموت أو تقتل» بالإضافة إلى الموت الحرفي لشخصيات مثل كارمن - تشوتشوسان
- إيزولده - ميليساند، وقد ناقشت كليمان الوفيات المجازية – على سبيل المثال - قوة «توراندوت» والنشاط الجنسي للمارشلين.
تقدم كليمنت العديد من الإشارات إلى الأعمال التي تجري خارج مجال المنح الدراسية التلقيدية للأوبرا والموسيقى بما في ذلك كتاب لاسورسييه لجول ميشليه والميثولوجيا لكلود ليفي ستروس
قُدمت الترجمة الإنجليزية عام 1988 بواسطة بيستي وينج مع مقدمة كتبتها سوزان ماكاري.

## مناقشة الأوبرا
- عايدة
- لابوهيم
- كارمن
- حكايات هوفمان
- دون كارلوس
- دون جيوفاني
- إلكترا
- يوجين أونيجين
- فالستاف
- لوسيا دي لاميرموور
- مادما باترفلاي
- أساتذة نورمبرج
- نورما
- عطيل
- بارسيفال
- بلاس و ميليسندا
- أنا متشدد
- عصابة نيبلونغ
- فارس الوردة
- لاسونامبول
- توسكا
- لاترافياتا
- تريستان أوند إيزولده
- توراندوت
- الناي السحري

## الإستقبال
إنتقد بعض النقاد بما في ذلك عالمة الموسيقى كارولين أباتي فشل كليمنت في مناقشة موسيقى الأوبرا في تركيزها على النص التشكيلي. يجادل هؤلاء النقاد أنه على الرغم من أن الشخصيات النسائية تموت، إلا أنها تحتفظ أيضاً ب «صوت التأليف» وهكذا من خلال الغناء، عكس تقليد المرأة السلبي والصامت كجسم

1. ↑  Pendle, Karyn (2001). Women and music Indiana University Press. p. 7. ISBN 978-0-253-21422-5.
2. ↑  
Robinson, Paul (January 1, 1989). "It's not over until the soprano dies". The New York Times. Retrieved September 28, 2010.